# Spencer Perceval

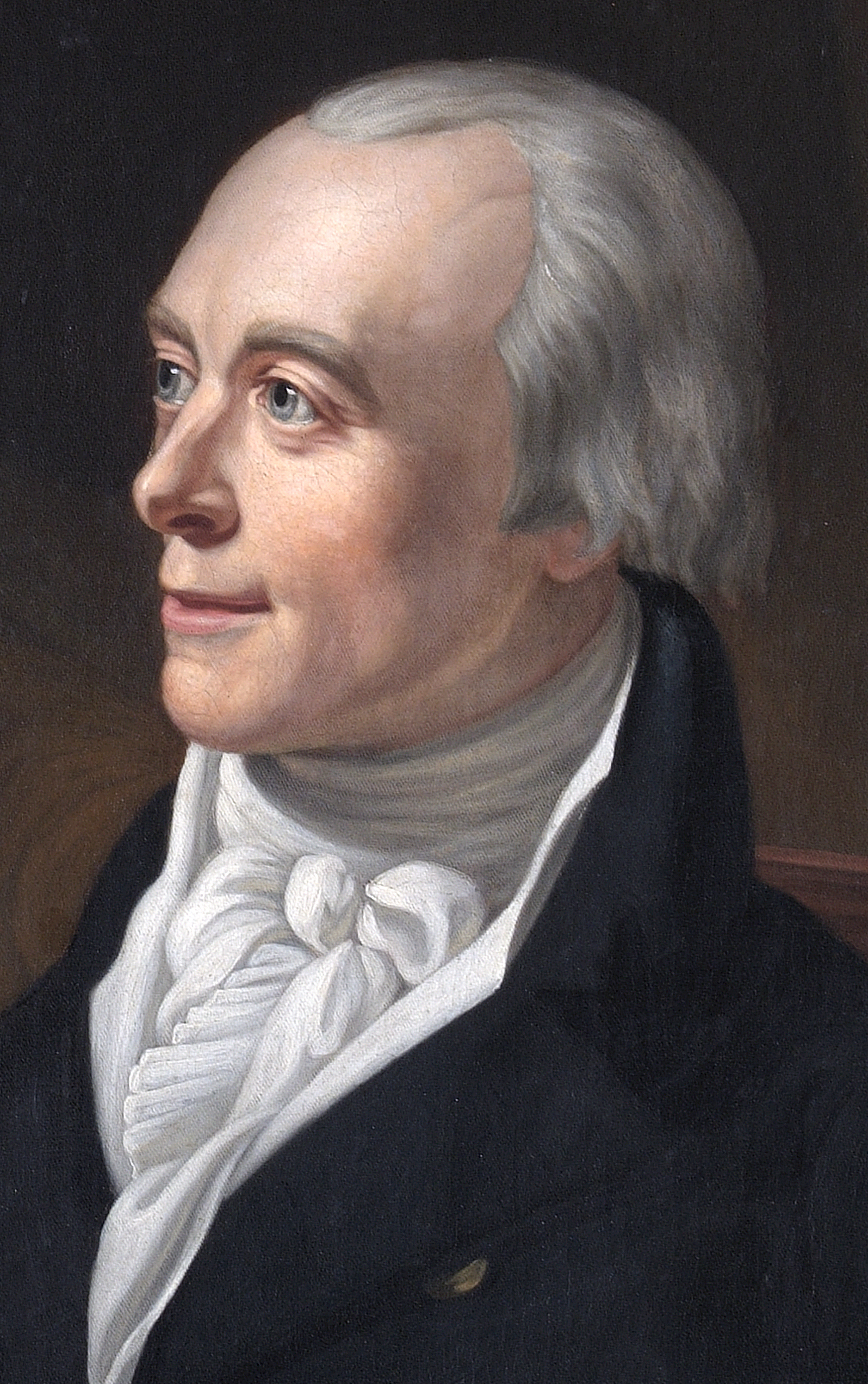
Spencer Perceval.

Spencer Perceval (Audley Square, Londres, 1 de noviembre de 1762 - lobby de la Cámara de los Comunes del Reino Unido, Palacio de Westminster, Londres, 11 de mayo de 1812) fue un estadista, abogado y político británico que ocupó el cargo de primer ministro del Reino Unido desde 1809 hasta su asesinato en 1812. Perceval es el único primer ministro británico que ha sido asesinado y el único procurador general o fiscal general que se ha convertido en primer ministro.